# أشلي إيسثام
أشلي إيسثام (بالإنجليزية: Ashley Eastham) (من مواليد 22 مارس 1991) هو لاعب كرة قدم إنجليزي محترف يلعب كمدافع لنادي الدوري الثاني سالفورد سيتي.